# St. Michaelis (Adorf)

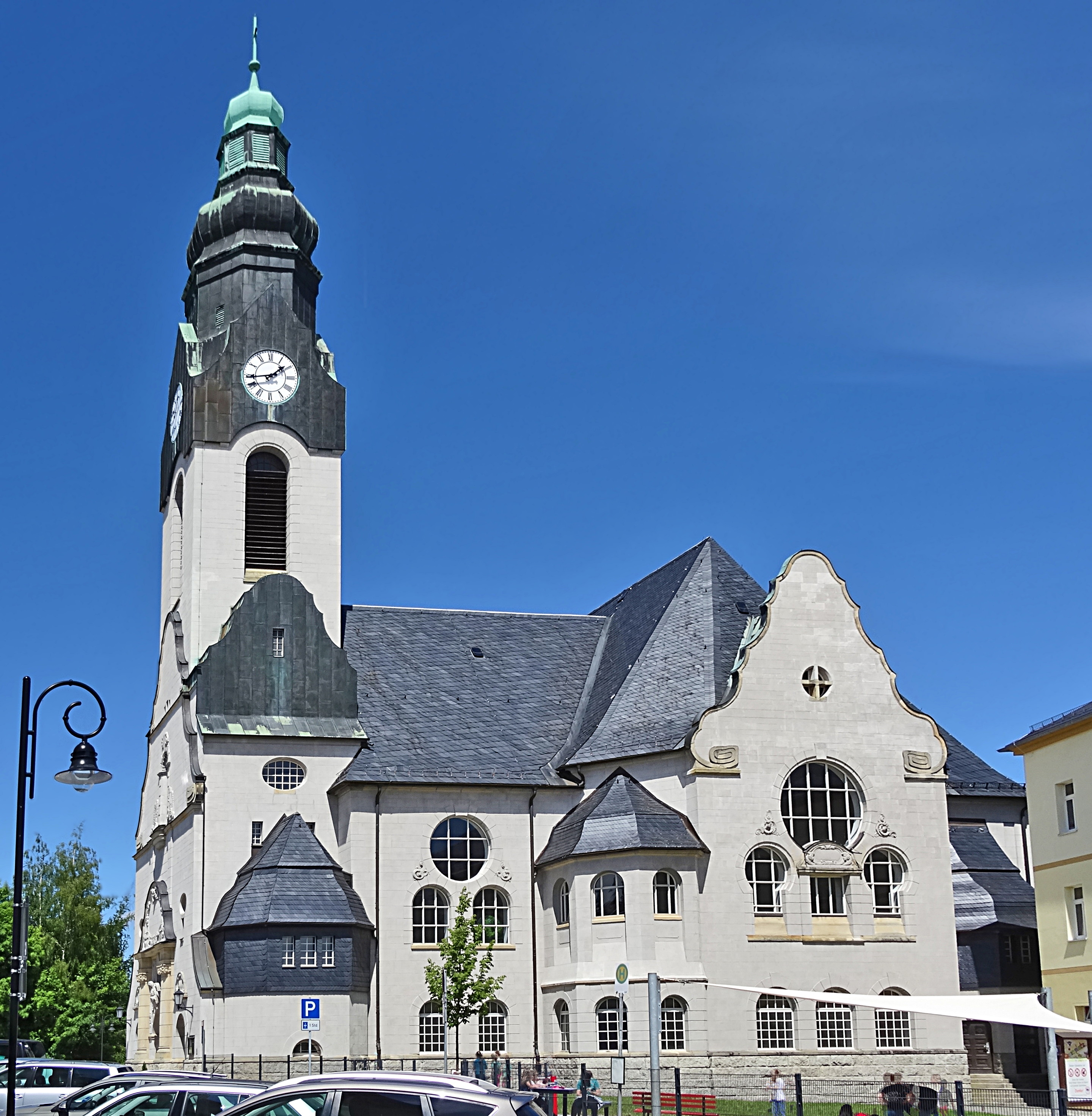
St. Michaelis in Adorf

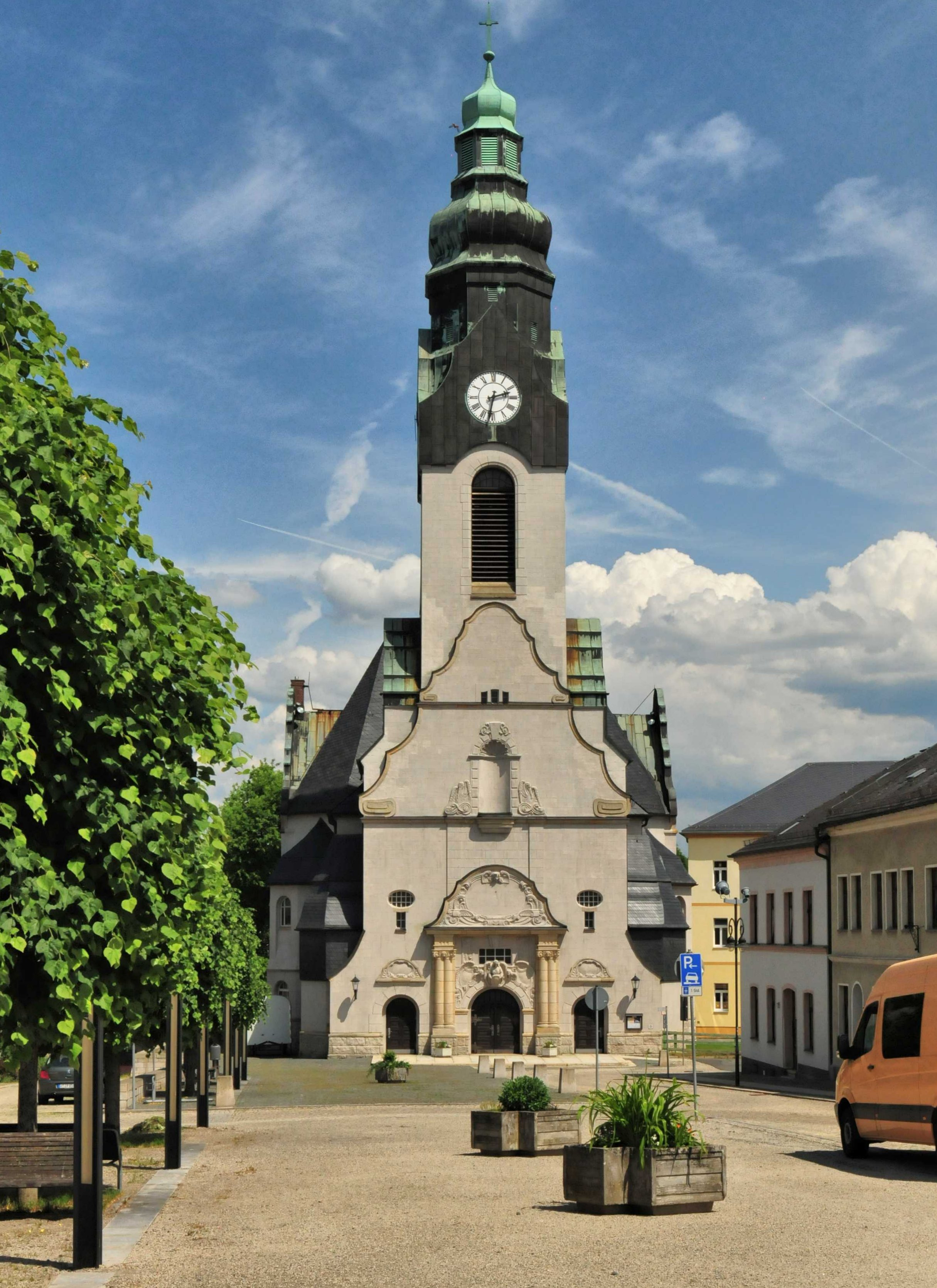
Ansicht von Westen

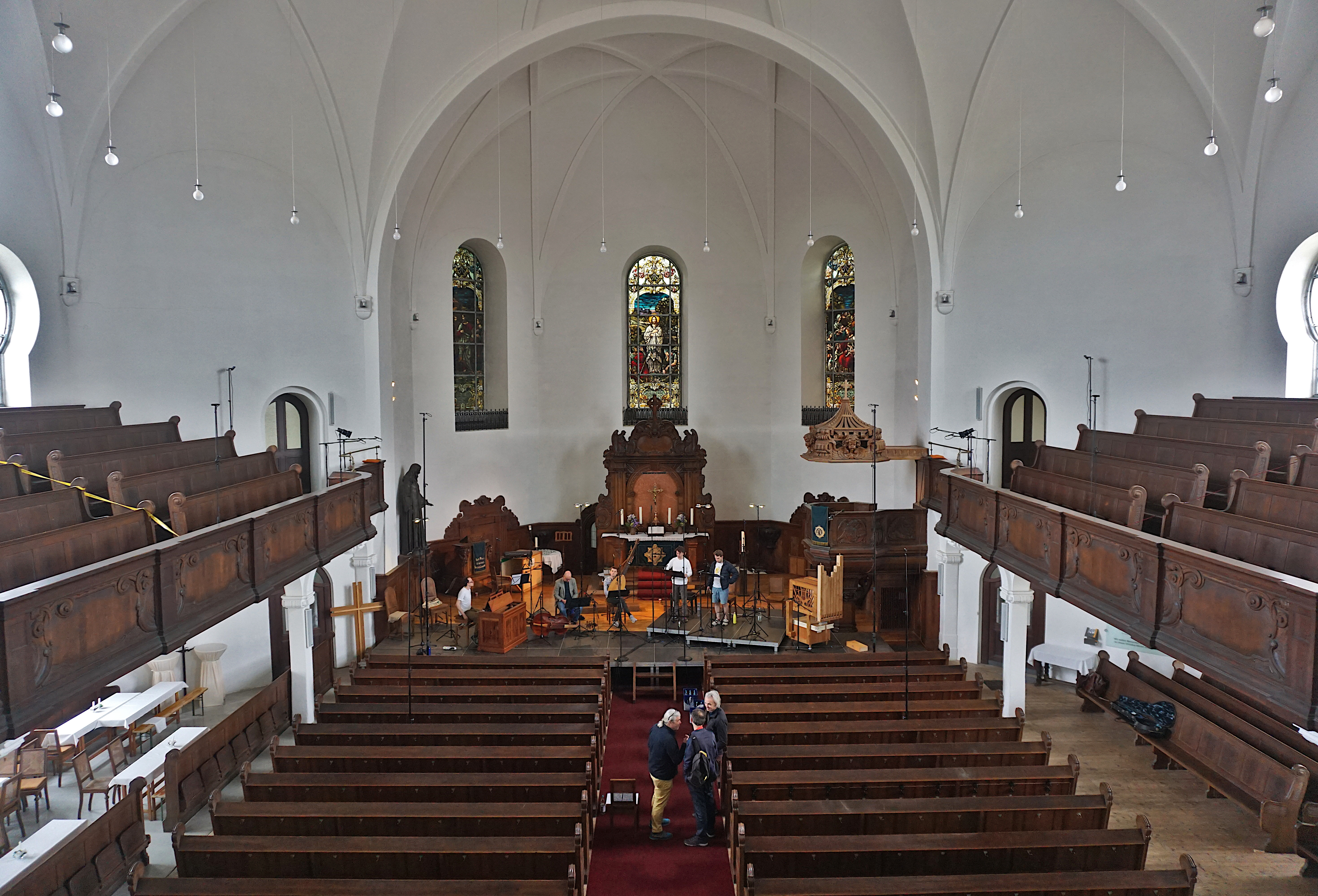
Innenansicht

Die evangelische Michaeliskirche ist ein Zentralbau des Jugendstils in Adorf/Vogtl.  im Vogtlandkreis in Sachsen. Sie gehört zur Kirchengemeinde Adorf im Kirchenbezirk Vogtland der Evangelisch-Lutherischen Landeskirche Sachsens.

## Geschichte und Architektur
Die zentral östlich des Marktes gelegene Kirche wurde 1905–1906 als Zentralbau in den Formen des Jugendstils nach Plänen des Leipziger Architekten Alfred Müller erbaut. Sie ersetzte einen zuvor durch Brand zerstörten Vorgängerbau. Eine Restaurierung erfolgte 1963; ab 1993 wurde eine umfassende Außen- und Innenrestaurierung durchgeführt. Das Bauwerk ist ein verputzter Bau aus Bruchstein-Mauerwerk mit kurzen polygonalen Kreuzarmen. Ihr Erscheinungsbild ist durch die Kupferblech-Verkleidungen der Giebel und der Turmhaube sowie durch die hohen Schieferdächer bestimmt. Der Westturm ist über einem breitgelagerten, rechteckigen Unterbau errichtet und schließt mit oktogonalem Aufsatz, Haube und Laterne.
Im Innern öffnet sich der quadratische Kuppelraum nach Norden, Süden und Osten in die Kreuzarme, die zur Aufnahme der Emporen und des Altars dienen. Die flache Vierungskuppel und das Gewölbe des Chorpolygons sind durch Bandrippen gegliedert.

## Ausstattung
Die einheitliche, vom Jugendstil beeinflusste, dunkelbraune hölzerne Ausstattung, bestehend aus Altar, Kanzel, Orgelgehäuse von 1906 und Emporenbrüstung kontrastiert mit den hellen Wänden des Raums. Ein Farbglasfenster mit Darstellungen von Christus auf dem Weg nach Emmaus, der Auferstehung Christi und Christus als Kinderfreund sowie von Luther und Melanchthon, Abendmahl und Taufe gehört ebenfalls zur Ausstattung. Von dem spätgotischen Vorgängerbauwerk aus dem Jahr 1511 ist in der südlichen Empfangshalle ein Sandsteinrelief mit der Darstellung des Sündenfalls und das Stadtwappen in Renaissanceformen mit der Jahreszahl 1572 erhalten.
Die Orgel, ursprünglich ein Werk von Johann Gottlob Trampeli aus dem Jahr 1796, wurde nach Brand im Jahr 1906 durch ein Werk von Jehmlich und schließlich 1977 durch ein Werk von Eule Orgelbau mit 30 Registern auf zwei Manualen und Pedal ersetzt.
Im Jahr 2004 erhielt die Kirche einen neuen Eichenholz-Glockenstuhl und vier neue Bronzeglocken, die von der Glockengießerei Bachert in Karlsruhe gegossen wurden. Glocke 4 stammt noch aus dem ersten Geläut und wurde 1906 von der Gießerei Franz Schilling & Söhne in Apolda gegossen. Die Tonfolge des Geläuts ist h0-d1-e1-fis1-a1.